# Église Notre-Dame d'Entraigues
L'église Notre-Dame est une église située à Tartonne, en France.

## Localisation
L'église est située sur la commune de Tartonne, dans le département français des Alpes-de-Haute-Provence.

## Historique
L'édifice est inscrit au titre des monuments historiques en 1972.